# كريستيان تشوبانو
كريستيان تشوبانو (بالرومانية: Cristian Ciobanu)‏ هو لاعب كرة قدم روماني في مركز الهجوم، ولد في 3 يوليو 1994 في كورتا دي أرجيش في رومانيا. لعب مع جامعة كلوج وكونكورديا كياجنا.

## وصلات خارجية
- كريستيان تشوبانو على موقع قاعدة بيانات كرة القدم.إي يو (الإنجليزية)
- كريستيان تشوبانو على موقع Soccerway.com (الإنجليزية)